# Снегурочка (картина)
«Снегу́рочка» — картина русского художника Виктора Васнецова, написанная в 1899 году. Находится в собрании Государственной Третьяковской галереи.

## История
В 1885 году Виктор Васнецов занимался оформлением оперы «Снегурочка» Н. А. Римского-Корсакова в Московской частной русской опере.
В 1899 году Виктор Васнецов прогуливался лунной ночью по зимнему саду. Глубокие сугробы и засыпанные снегом ветви всколыхнули в нём воспоминания об опере, и на следующий день он написал картину «Снегурочка — дитя Мороза и Весны».
Картина была приобретена у автора М. П. Рябушинским. В 1917 году она поступила в собрание Государственной Третьяковской галереи.

## Описание
Девушка, одетая в старинную русскую шубу, выходит из леса на открытый склон холма. Зимний пейзаж освещён луной. Рядом со Снегурочкой маленькие ёлочки, покрытые свежевыпавшим снегом, и тоненькая берёзка в инее. Вдалеке видны огни Берендеевки.
Снегурочка остановилась в растерянности. Она должна сделать выбор: вернуться в лес к отцу Морозу, или пойти в деревню к людям.
Изображённая на картине девушка имеет явное сходство с Александрой Мамонтовой, дочерью предпринимателя и мецената Саввы Мамонтова.